# Bruno Goller
Bruno Goller (* 5. November 1901 in Gummersbach; † 29. Januar 1998 in Düsseldorf) war ein deutscher Maler.

## Leben

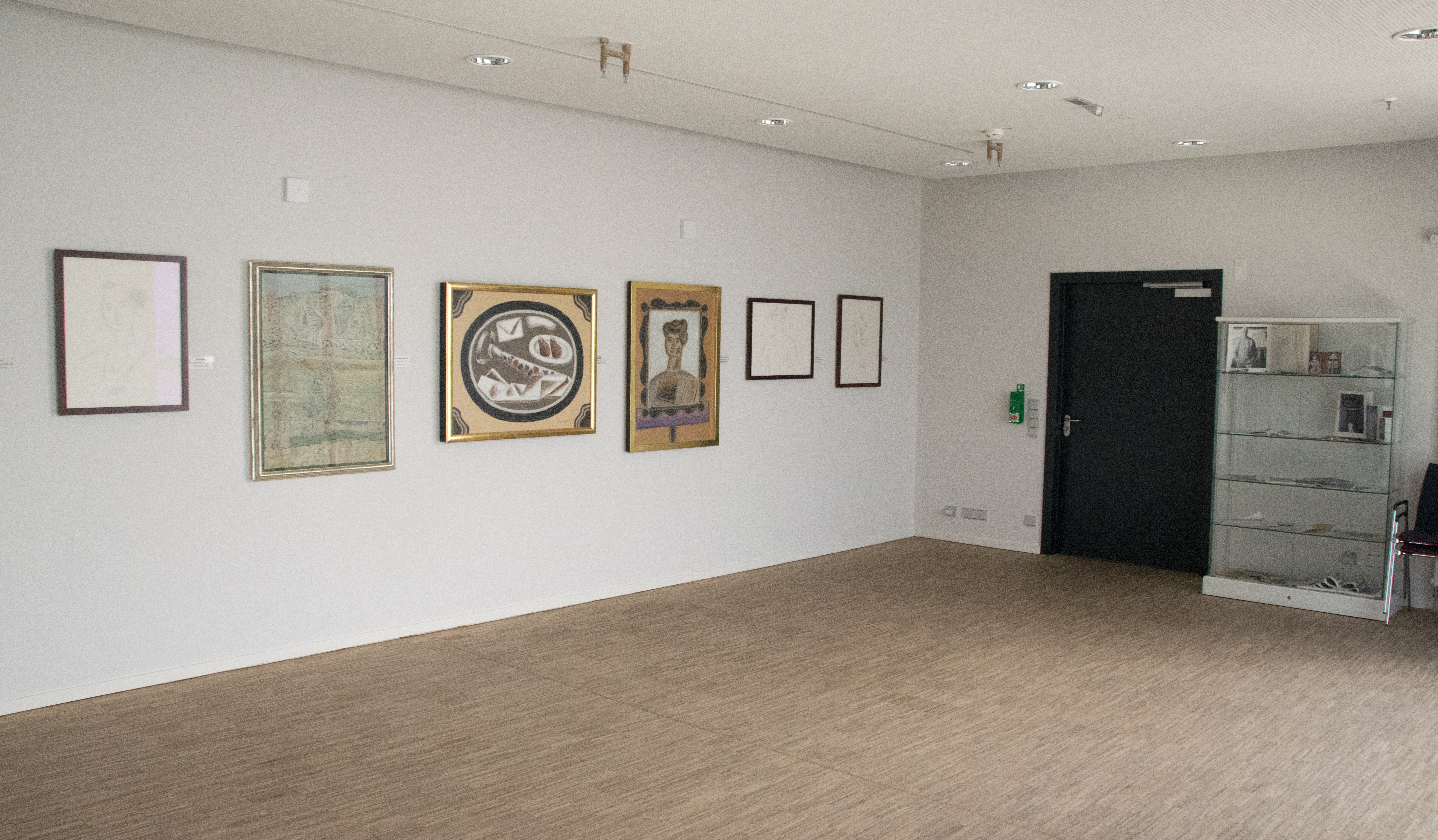
Bruno-Goller-Raum in der Halle 32 auf dem Steinmüllergelände in Gummersbach

Goller begann bereits als Jugendlicher mit der Malerei. Der Landschaftsmaler Julius Jungheim unterrichtete Goller von 1919 bis 1921 in Düsseldorf. 1924 unternahm er eine Reise nach Italien. Ab 1927 lebte und arbeitete Bruno Goller in Düsseldorf. Diese Stadt verließ er fast nie, ein Verhalten, das mit einer Oknophilie erklärt wird.
1927 wurde Goller Mitglied in der Künstlergruppe Das Junge Rheinland und beteiligte sich 1927/28 beteiligte an deren Ausstellungen. 1928 war er Mitbegründer der Rheinischen Sezession. 1930 schloss er sich der Rheingruppe an. Am 15. August 1933 heirateten Bruno Goller und Elisabeth Nipshagen.
Während der Zeit des Nationalsozialismus lebte der Künstler weitgehend in der Inneren Emigration. Von 1940 bis 1945 war er während des Zweiten Weltkrieges eingezogen. 1943 zerstörten Brandbomben sein Atelier und vernichteten den größten Teil seines Frühwerkes. Nach dem Krieg war er Mitglied der Neuen Rheinischen Sezession. Zum Wintersemester 1949/50 erhielt Goller einen Ruf an die Staatliche Kunstakademie Düsseldorf, an der er von 1953 bis 1964 eine Professur für Malerei innehatte. Seine Schüler waren u. a. Jörg Boström, Helmut Sundhaußen, Johannes Geccelli, Blinky Palermo, Konrad Fischer, Erhardt Jakobus Klonk, Konrad Klapheck und Gerda Kratz.
Seit 1967 war Goller Ordentliches Mitglied der Berliner Akademie der Künste, und 1984 wurde er Ehrenmitglied der Kunstakademie Düsseldorf.
Den Nachlass verwaltete sein 2017 verstorbener Biograph Volker Kahmen, heute verwaltet ihn das Bruno-Goller-Archiv. Seit 1989 existierte in Gollers Heimatstadt Gummersbach das Bruno-Goller-Haus als ein städtisches Kulturzentrum, das Ende 2013 geschlossen wurde und in die neue Halle 32 auf dem Steinmüllergelände aufging. Dort ist Bruno Goller ein Raum gewidmet, in dem auch einige seiner Werke zu sehen sind.

## Position
Gollers Motivwahl war zeitlebens beeinflusst durch den Hutmacher-Laden seiner Mutter, so dass Schaufenster, Dekorationen und ähnliche Einrichtungen zu den bevorzugten Themen seiner Bilderwelt gehören. Bei allen Würdigungen steht im Vordergrund, dass Goller einen eigenständigen Stil geschaffen hat, der „trotz der in der Nachkriegszeit vorherrschenden Tendenz zur Abstraktion […] seinem Malstil eines ‚magischen‘ Realismus weiterhin treu“ blieb. Zahlreiche Ausstellungen haben den in der Öffentlichkeit wenig bekannten Maler Bruno Goller gezeigt. Allgemein wird Gollers Kunst zwischen Jugendstil, Expressionismus und Surrealismus angesiedelt. Doch der Kunsthistoriker Werner Schmalenbach vertritt die Ansicht, dass Goller nie einer war, der irgendwo dazugehörte. Der Künstler lässt sich stilistisch nirgends unterbringen.

## Auszeichnungen
- 1950: Cornelius-Preis der Stadt Düsseldorf
- 1965: Großer Kunstpreis des Landes Nordrhein-Westfalen
- 1967: Großes Verdienstkreuz des Bundesverdienstkreuzes
- 1980: Lichtwark-Preis der Freien und Hansestadt Hamburg
- 1988: Verdienstorden des Landes Nordrhein-Westfalen[5]

## Ausstellungen
- 1959: documenta II, Kassel
- 1969: Kunsthalle Düsseldorf
- 1976: Bahnhof Rolandseck, Ausstellung zum 75. Geburtstag
- 1981: Bahnhof Rolandseck, Ausstellung zum 80. Geburtstag
- 1986: Kunstsammlung Nordrhein-Westfalen, Retrospektive, Düsseldorf
- 1991: Bahnhof Rolandseck, Ausstellung zum 90. Geburtstag
- 1995: Puschkin-Museum, Moskau
- 1997: Städtische Galerie im Park Viersen
- 1999: Galerie Clara Maria Sels, Düsseldorf
- 2001: Galerie Remmert und Barth, Düsseldorf
- 2002: Kunstmuseum Winterthur
- 2006: Die Neue Sammlung, Akademie-Galerie, Düsseldorf
- 2010: Galerie Haus Schlangeneck, Euskirchen
- 2012: Bruno-Goller-Haus, Gummersbach
- 2013: Halle 32, Raum Bruno Goller, Gummersbach (Dauerausstellung)
- 2015: Taylor Wessing, Hamburg
- 2024: Kunstmuseum Bonn: Retrospektive 1922–1992
- 2024: Galerie Haus Schlangeneck, Euskirchen: Bilder aus einer Privatsammlung